# Trhypochthonius javanus
Trhypochthonius javanus är en kvalsterart som beskrevs av Csiszár 1961. Trhypochthonius javanus ingår i släktet Trhypochthonius och familjen Trhypochthoniidae. Inga underarter finns listade i Catalogue of Life.